# Fürstengrabhügel Sonnenbühl

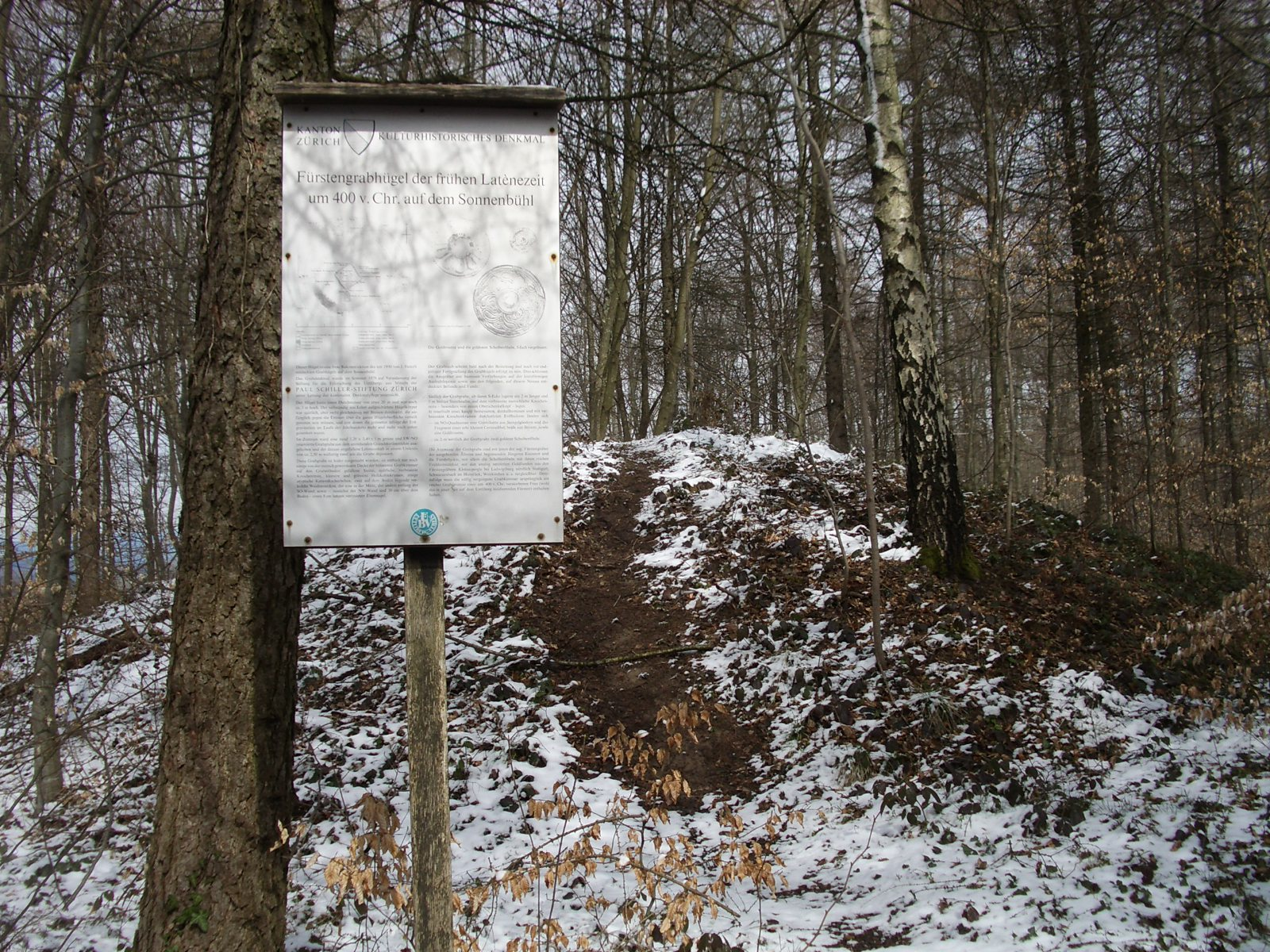
Informationstafel mit Grabhügel im Hintergrund

Der Fürstengrabhügel Sonnenbühl ist ein keltisches Fürstengrab aus dem 5. Jahrhundert v. Chr. auf dem Gebiet der Schweizer Gemeinde Uitikon-Waldegg (Kanton Zürich).

## Topografie
Die Grabstelle dürfte mit dem Oppidum Uetliberg (Fürstensitz) in Verbindung gestanden haben und liegt auf dem Uetliberg rund 500 Meter von der SZU-Bergstation entfernt auf einer Höhe von 795 m ü. M. am östlichen Plateaurand zwischen Aegerten und der SZU-Bahnstation Ringlikon.

## Geschichte
Angelegt wurde die Grabstelle von im Gebiet des heutigen Zürich siedelnden Kelten während der La-Tène-Zeit im frühen 5. Jahrhundert v. Chr. Die Archäologie wurde im Jahr 1900 auf das Hügelgrab aufmerksam gemacht. Die wissenschaftliche Untersuchung und Rekonstruktion des Grabhügels erfolgte aber erst im Sommer 1979 auf Veranlassung der Stiftung für die Erforschung des Uetlibergs, finanziert von der Paul Schiller-Stiftung, unter Leitung der Denkmalpflege des Kantons Zürich.

## Archäologische Befunde

### Grabhügel
Zum Zeitpunkt der archäologischen Untersuchungen im Sommer 1979 hatte der Grabhügel noch eine Höhe von drei Metern und einen Durchmesser von 20 Metern. Der vollständig aus Lehm aufgeschüttete Grabbau war spärlich, aber gleichmässig mit Steinen bedeckt, die bei seiner Errichtung über die ganze Hügeloberfläche verteilt gewesen sein müssen, und von denen die grösseren infolge der Gravitation im Verlauf der Jahrtausende nach unten gesunken waren.

### Grabkammer
Die mittig von Südwest nach Nordost orientierte Grabkammer misst 3,2 × 3,4 × 1 Meter und ist aus dem Grundmoränenlehm ausgehoben; der Lehmaushub wurde in einem Umkreis von etwa 2,5 Metern wallartig um die Grube deponiert. Die Grabkammer wurde schon bald nach der Bestattung ausgeraubt, vermutlich noch vor der endgültigen Fertigstellung des Grabhügels, worauf humose Verfärbungen auf der kreisförmigen Aushubdeponie und auf dem Niveau des Waldbodens entdeckte Funde hindeuten.
Die ausgeraubte Grabgrube enthielt nur noch einige, von der morsch gewordenen Decke der hölzernen Grabkammer, auf den Grubenboden gefallene Steine, spärliche, verbrannte Knochenreste, Holzkohlekrumen, einige atypische Keramikscherben, zwei auf dem Boden liegende verkohlte Weidenruten sowie einen acht Zentimeter langen, verrosteten Eisennagel. Südlich der Grabkammer fand sich ein zwei Meter langer und ein Meter breiter Steinhaufen, auf dem verbrannte menschliche Knochenreste lagen, mehrheitlich von einem Oberschenkelkopf, die einer Frau zugeordnet werden.

### Einzelfunde

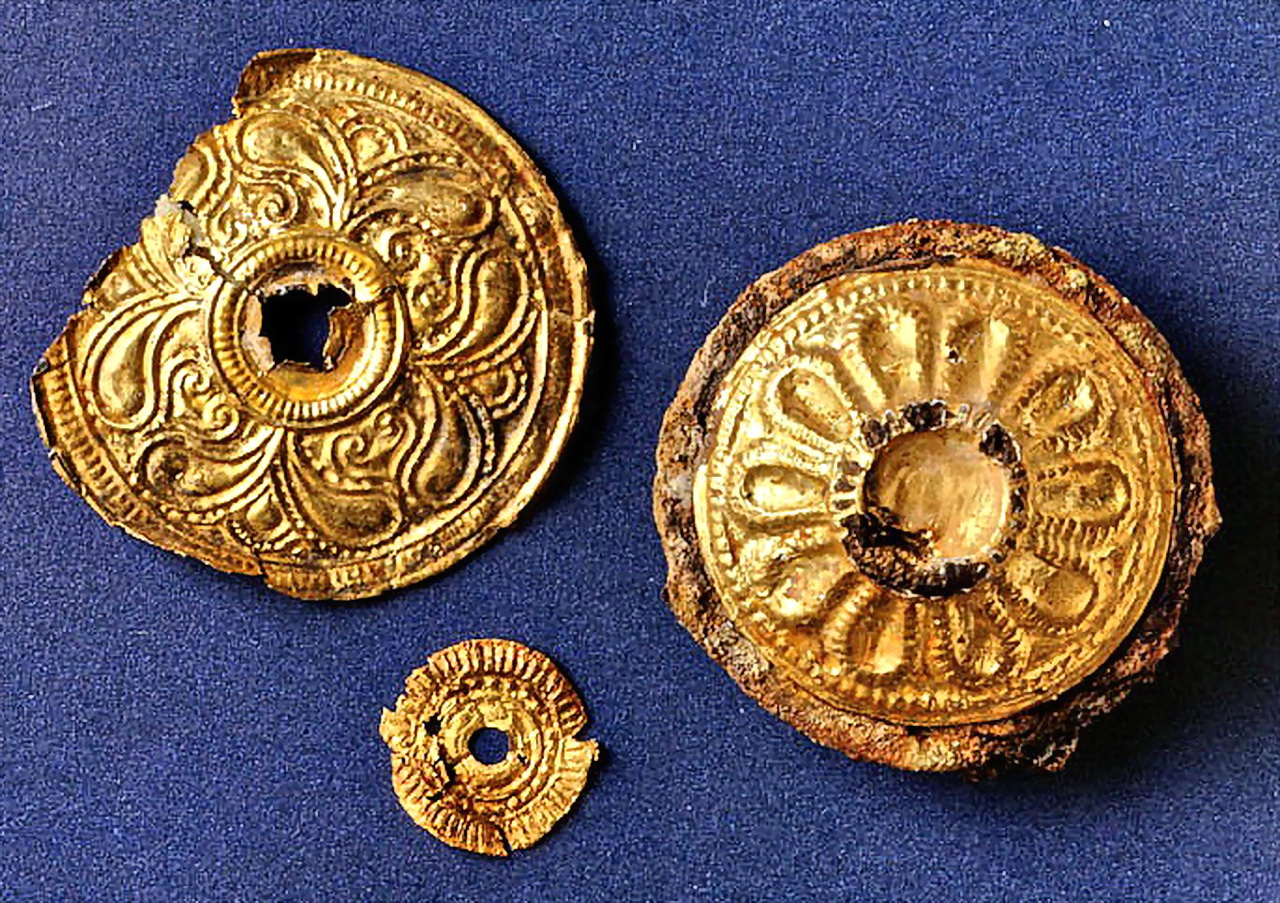
Goldscheiben aus dem Fürstengrabhügel

Trotz des Raubes fanden sich innerhalb dieses kleinen, mit verbrannten Knochenkrumen durchsetzten Erdfleckens eine Gürtelkette aus Stängelgliedern, das Fragment einer sehr kleinen Certosafibel (beide aus Bronze) und eine Goldrosette sowie zwei Meter westlich der Grabgrube zwei äusserst kunstvoll gefertigte Goldscheiben-Fibeln, die als Exponate im Schweizerischen Landesmuseum in Zürich für die Öffentlichkeit zugänglich sind.
Die Ausmasse der Grabgrube sind mit jenen der Fürstengräber der ausgehenden älteren und beginnenden jüngeren Eisenzeit vergleichbar – die Fundobjekte, vor allem die Scheibenfibeln mit ihrem Frühlatènedektor zeigen Gemeinsamkeiten mit den vergleichbar verzierten Goldfunden aus den Fürstengräbern Kleinaspergle, Schwarzenbach, Weiskirchen u. a. Daraus schliessen die Archäologen, dass die Grabstelle Sonnenbühl der um 400 v. Chr. verstorbenen "Fürstin" ursprünglich ein reiches Grabinventar enthalten haben dürfte.

## Bilder

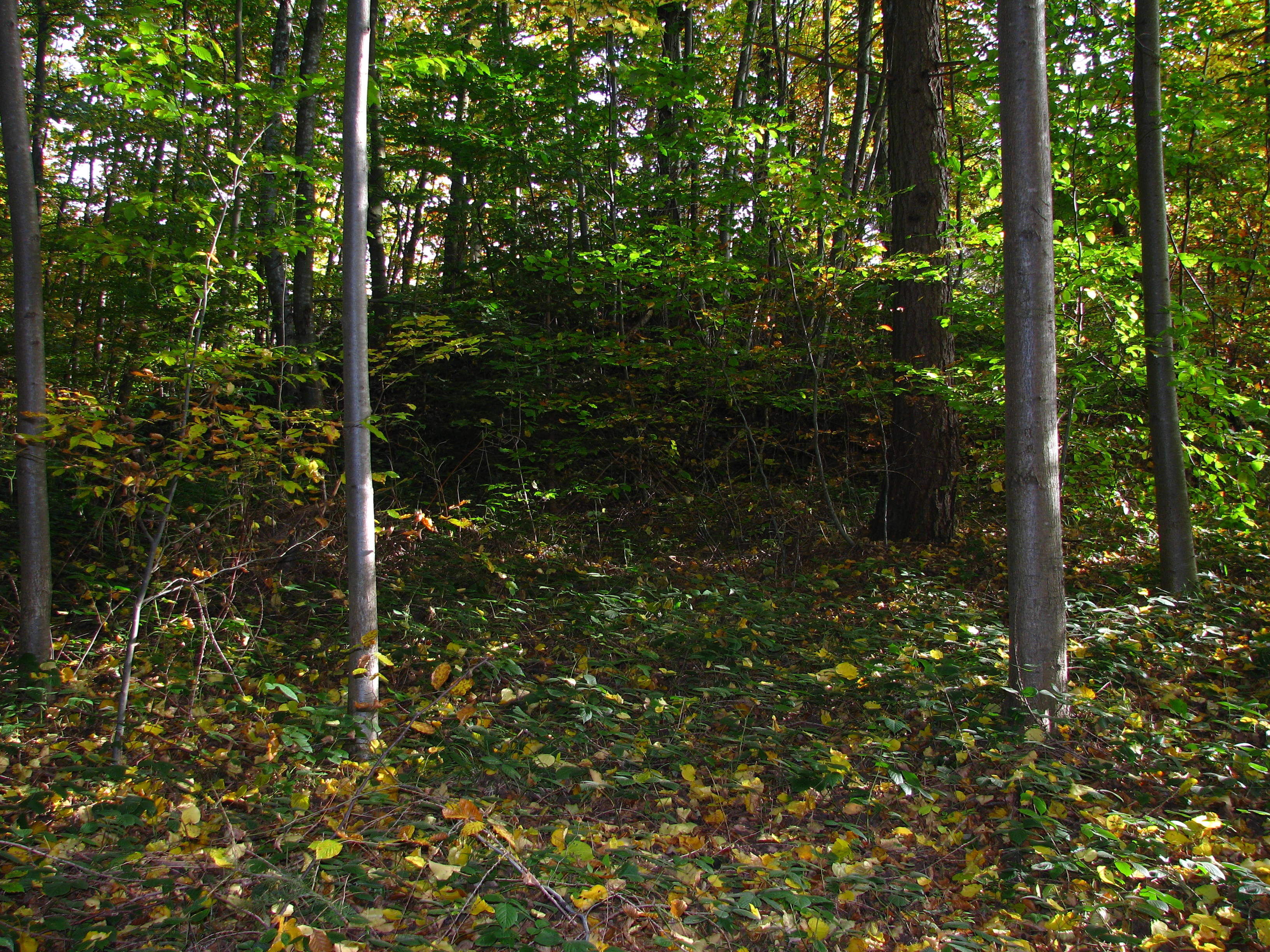
Ansicht von Norden
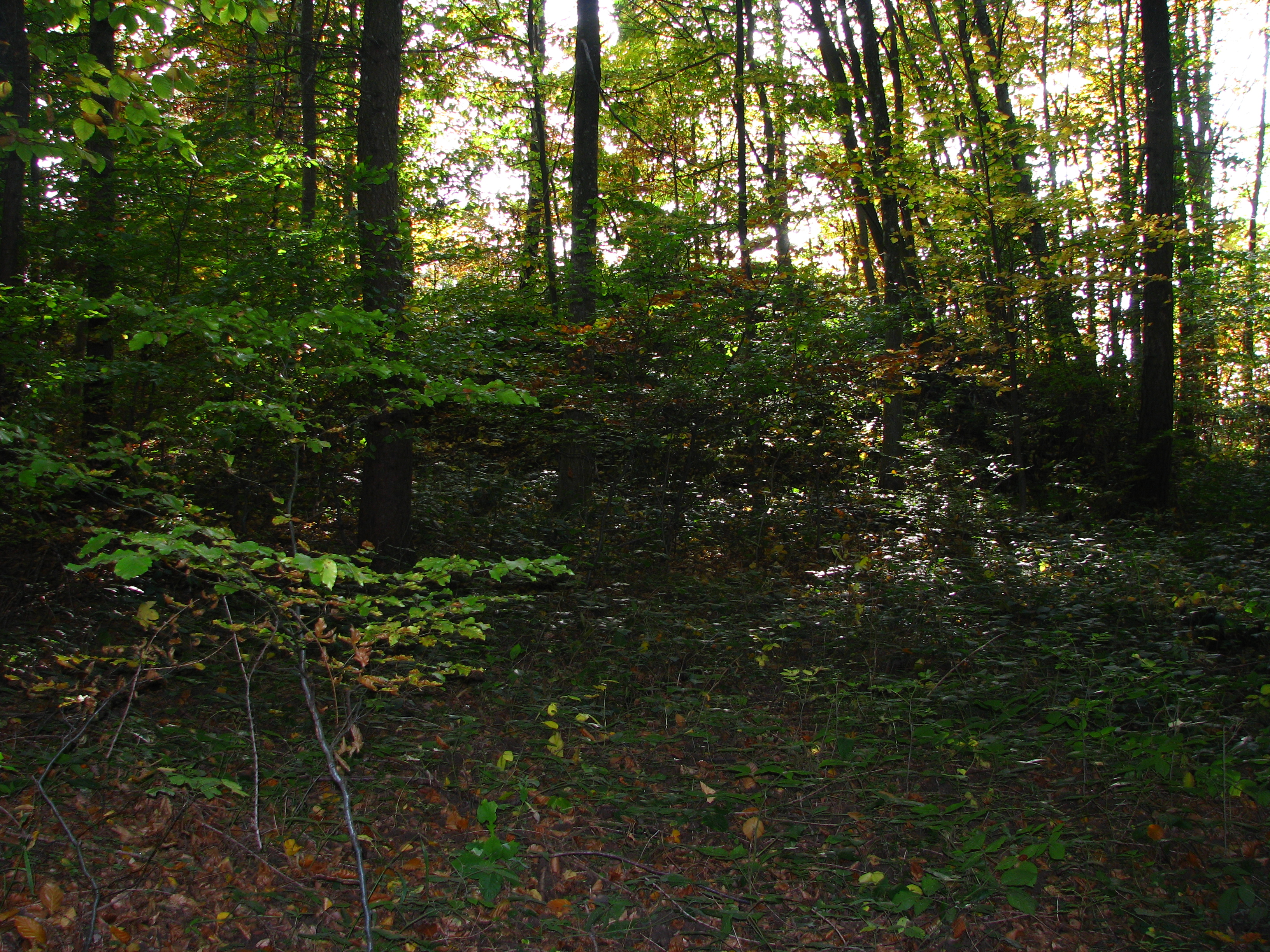
Ansicht von Osten
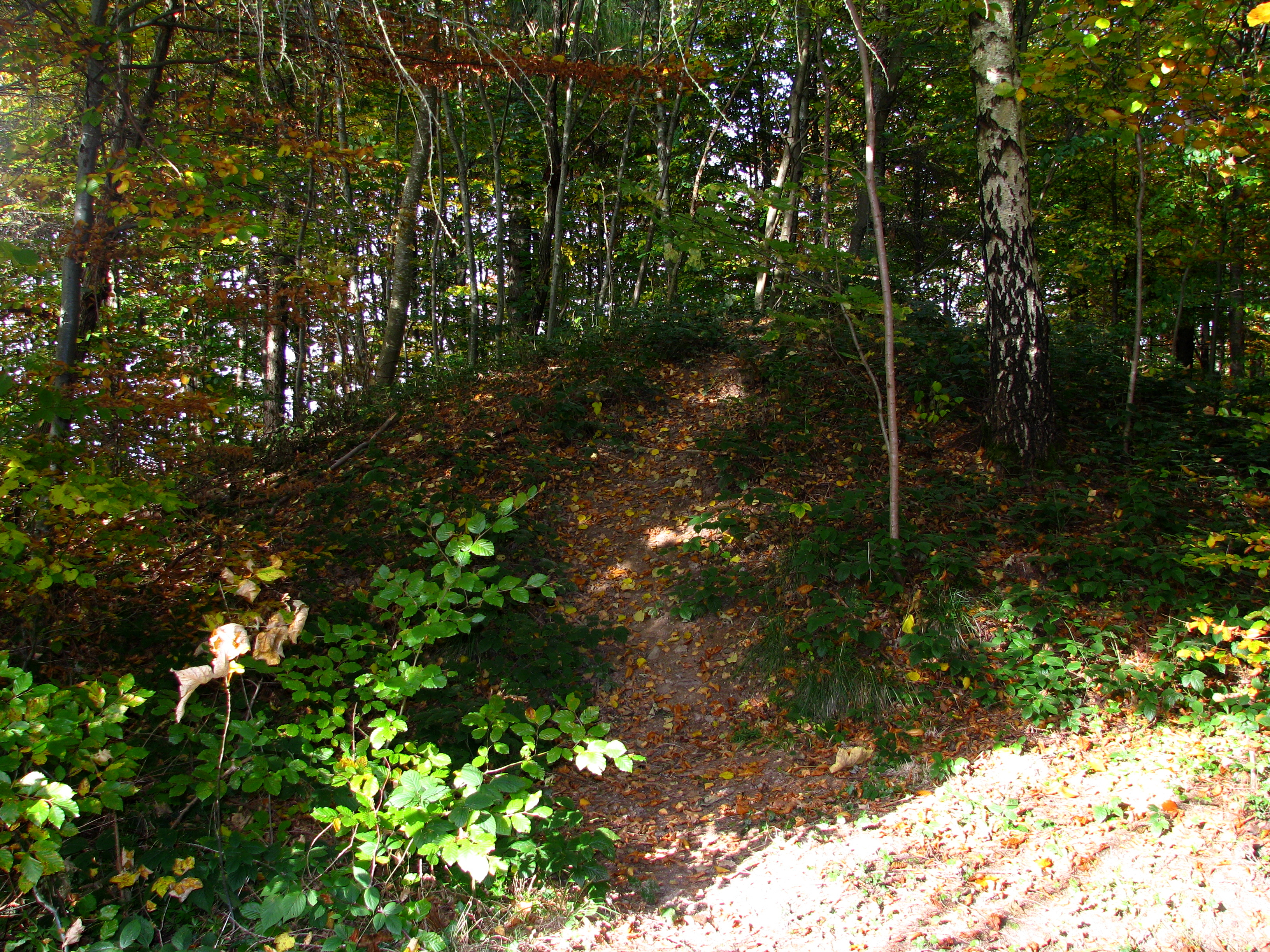
Ansicht von Süden
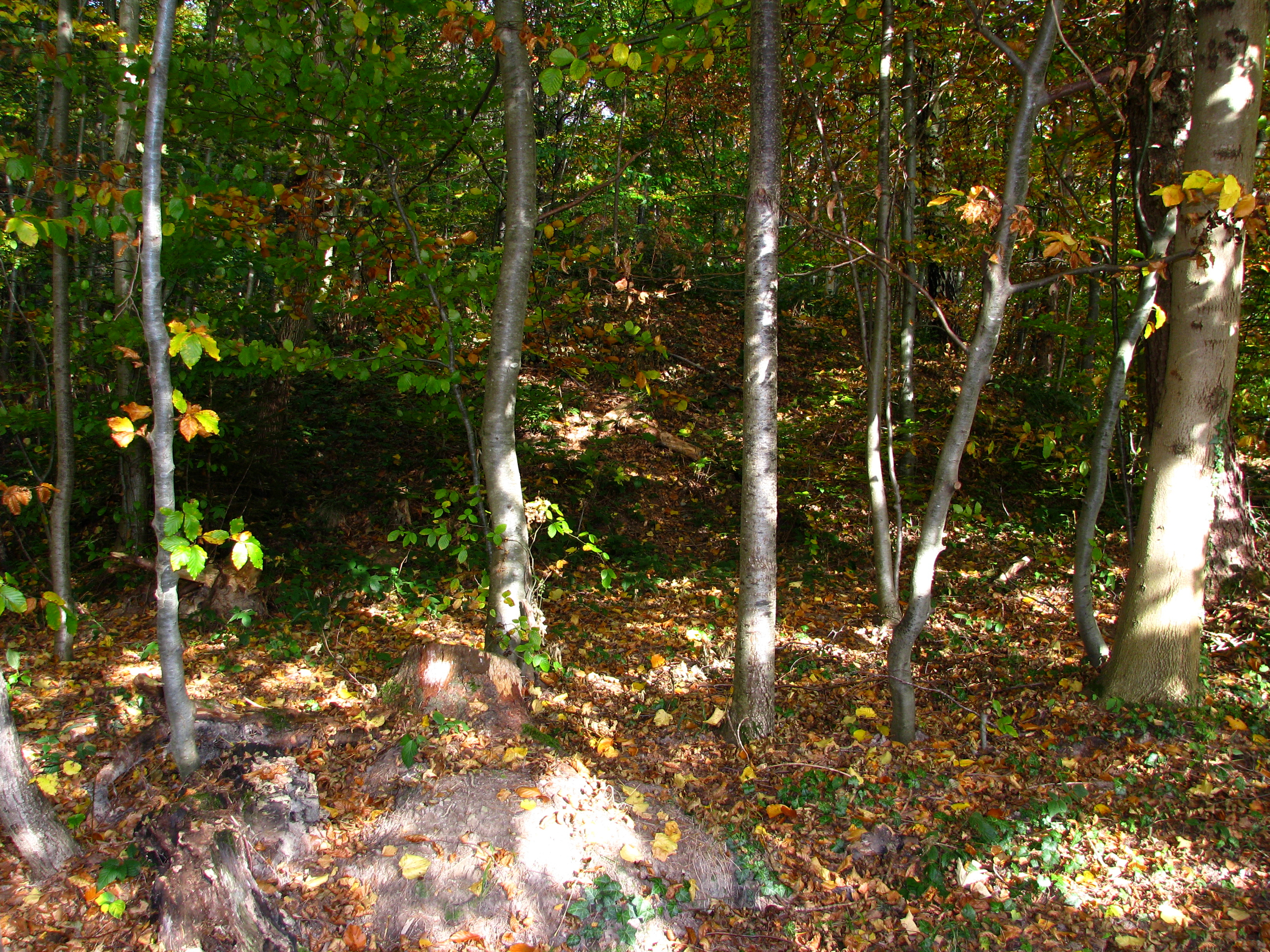
Ansicht von Westen